# Quercus melissae
Quercus melissae (дуб Меліси) — вид рослин з родини букових (Fagaceae).

## Біоморфологічна характеристика
Це дерево до 20 метрів заввишки. Гілочки сірі або темно-коричневі, голі або з розсіяним шорстким запушенням; сочевички трохи підняті. Листки 6–17 × 4–9 см, від зворотно-яйцюватих до широко еліптичних, ≈ у 2 рази більші в довжину ніж ушир; верхівка широко гостра або тупа до округлої форми; основа округла або ± серцеподібна; край цілий до пилчастого або неправильно зубчастого; верхня поверхня тьмяна сіро-зелена, гола; нижня поверхня з розсіяними, сплутаними, багатопроменевими волосками, з або без деяких залозистих трихомів уздовж жилок; ніжка листка 4–9 мм завдовжки, гола або майже так. Жолудь однорічний, 1.8–2.1 × 1.2–1.6 см завдовжки, яйцюватий, від світло- до темно-коричневого, поодинокий або парні, майже сидячий або на ніжці 2–13 мм.

## Проживання, загрози
Вид зростає в Мексиці (Чіапас) і Гватемалі. Вид трапляється в сухих дубових та дубово-соснових лісах на висотах 700–2300 метрів.
Доступної інформації щодо загроз виду мало.

## Назва
Q. melissae названо на честь дочки автора Меліси Баррі Лєман (англ. Melissa Barrie Lehmann).